# Tymbark (gmina)
Pour la localité, voir Tymbark.
Tymbark est une gmina rurale du powiat de Limanowa, Petite-Pologne, dans le sud de la Pologne. Son siège est le village de Tymbark, qui se situe environ 8 km au nord-ouest de Limanowa et 47 km au sud-est de la capitale régionale Cracovie.
La gmina couvre une superficie de 32,7 km2 pour une population de 6 243 habitants.

## Géographie
La gmina inclut les villages de Piekiełko, Podłopień, Zamieście et Zawadka.
La gmina borde la ville de Limanowa et les gminy de Dobra, Jodłownik, Limanowa et Słopnice.